# Science-Fiction-Jahr 2018
Übersicht

◄◄ | ◄ | 2014 | 2015 | 2016 | 2017 | Science-Fiction-Jahr 2018 | 2019 | 2020 | 2021 | 2022 | ►

Weitere Ereignisse

## Ereignis
- Die Retro Hugo Awards für das Jahr 1942 wurden verliehen.
- Am 1. März startet die Serie Der kleine Major Tom im Tessloff Verlag.